# Bernardo Herrera Restrepo

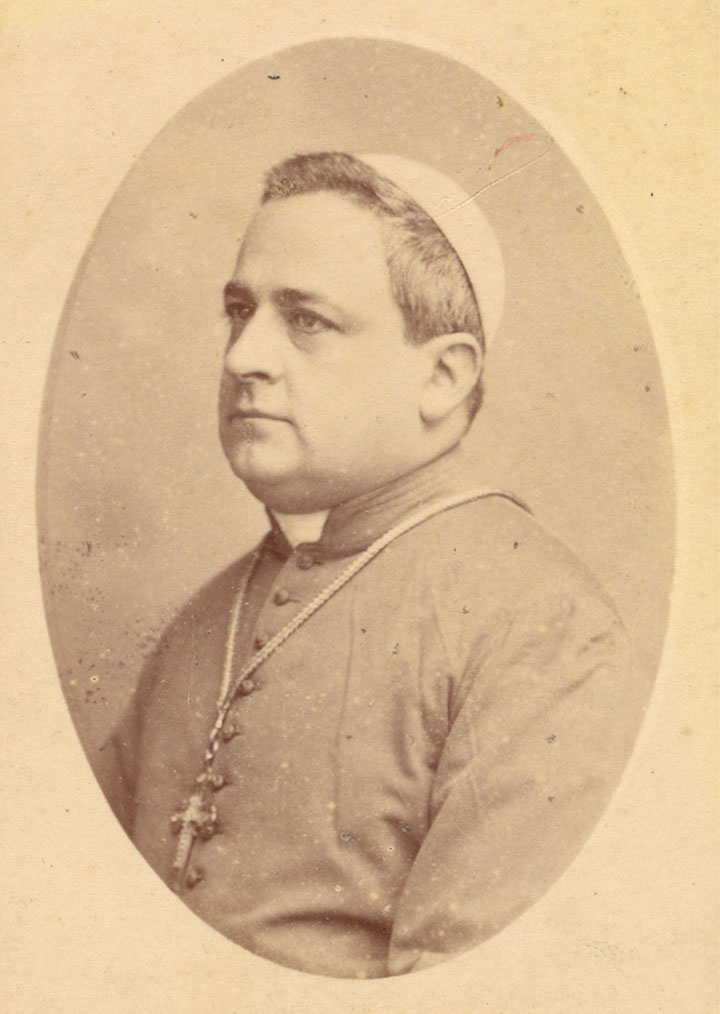
Erzbischof Bernardo Herrera Restrepo

Bernardo Herrera Restrepo (* 11. September 1844 in Bogotá; † 2. Januar 1928 ebenda) war ein kolumbianischer Geistlicher und Erzbischof von Bogotá und erster Primas von Kolumbien.

## Leben
Bernardo Herrera Restrepo wurde als drittes von acht Kindern des Anwalts Bernardo Herrera Buendía geboren. Er studierte in Kolumbien und ab 1864 in Frankreich und empfing am 22. Mai 1869 in Paris die Priesterweihe. Anschließend wohnte er als Sekretär des Bischofs von Nueva Pamplona, Bonifacio Antonio Toscano, dem Ersten Vatikanischen Konzil bei. Im April 1870 wurde er an der Universität La Sapienza zum Doktor der Theologie promoviert und kehrte im Oktober desselben Jahres nach Bogotá zurück.
Nachdem er seit 1883 dem Domkapitel von Bogotá angehört hatte, ernannte ihn Papst Leo XIII. am 27. März 1885 zum Bischof von Medellín. Die Bischofsweihe spendete ihm am 27. Dezember desselben Jahres José Telésforo Paul Vargas, Erzbischof von Santafé en Nueva Granada. In Medellín trieb er die Bauplanung für die neue Kathedrale voran, die unter seinem Vorgänger zum Erliegen gekommen war. Am 4. Juni 1891 wurde Herrera Restrepo zum Erzbischof von Santafé en Nueva Granada ernannt, das Erzbistum wurde 1898 in Erzbistum Bogotá umbenannt. 1896 wurde er von Leo XIII. zum Päpstlichen Thronassistenten berufen. Im Vorfeld der Präsidentschaftswahlen 1898 gelang es ihm, den Klerus seines Erzbistums überparteilich zu halten. 
Für seine Verdienste erhielt er am 17. November 1902 den neugeschaffenen Titel Primas von Kolumbien. Von 1908 bis 1928 war er erster Präsident der kolumbianischen Bischofskonferenz. 1916 gründete er das katholische Institut San Bernardo De la Salle. Nach einer schweren Krankheit wurden ihm im September 1917 bereits die Sterbesakramente gespendet, doch Bernardo Herrera Restrepo erholte sich noch einmal. Ihm fehlte allerdings die körperliche und mentale Stärke früherer Jahre; 1923 bestellte Papst Pius XI. mit Ismael Perdomo Borrero einen Koadjutor. In seinen letzten Lebens- und Amtsjahren dominierte die Wahrung der kirchlichen Unabhängigkeit gegenüber politischen Einflüssen sein Handeln. Bernardo Herrera Restrepo starb im Januar 1928 und wurde in der Kathedrale von Bogotá beigesetzt.